# Puszka Pandory

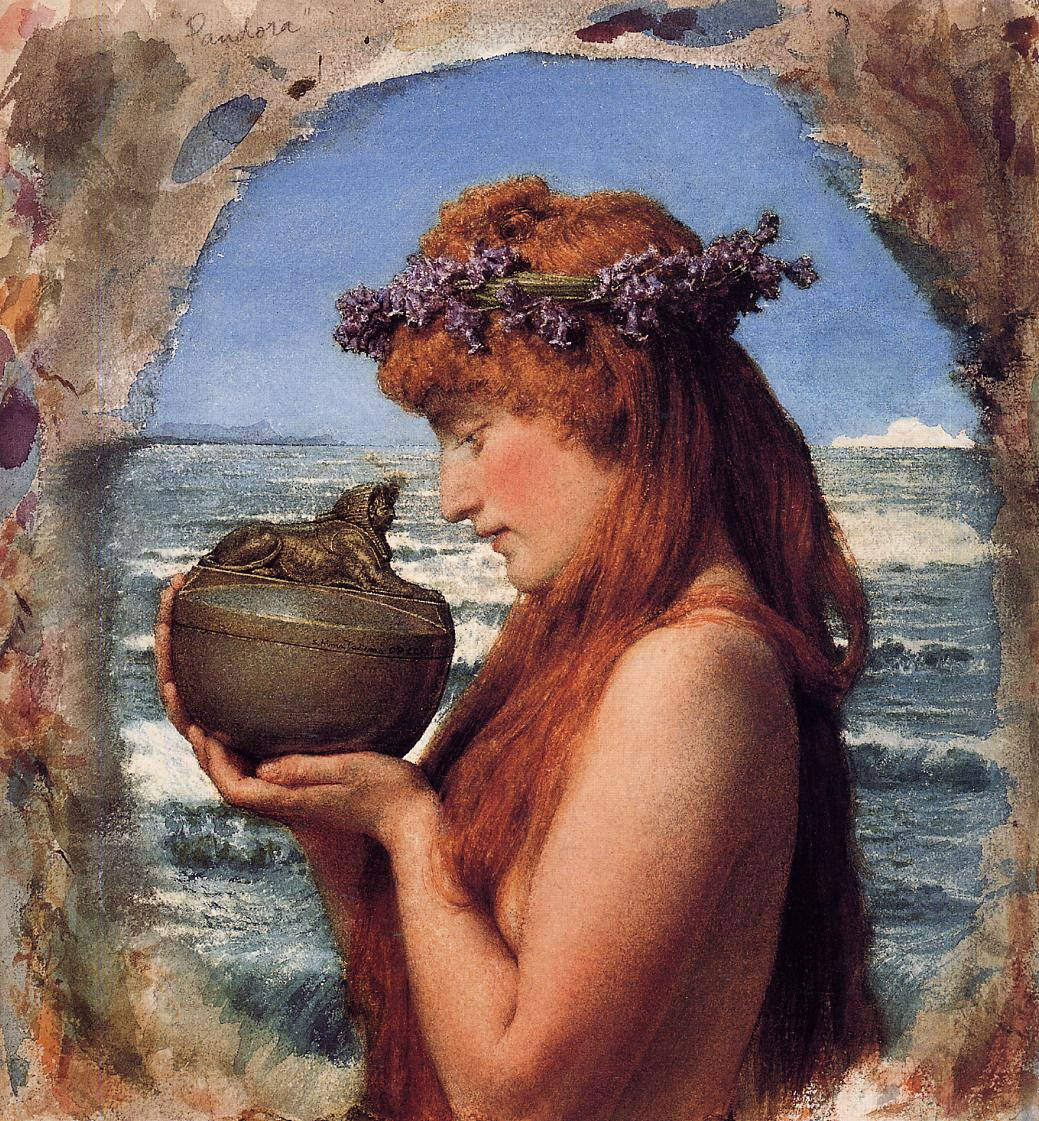
Pandora z puszką (Lawrence Alma-Tadema)

Puszka Pandory – artefakt z mitologii greckiej; naczynie, które Pandora otrzymała od bogów i którego miała nigdy nie otwierać. Mimo to otworzyła puszkę, uwalniając zamknięte w niej różnorakie nieszczęścia, które od tego czasu prześladowały ludzkość
. Według Natalie Haynes Pandora otrzymała beczkę, a nie puszkę. Różnica ta wynika z błędu Erazma z Rotterdamu, który w przekładzie z języka greckiego pomylił słowo pithos, znaczące beczka, z pyxis, znaczącym pudełko, puszka lub szkatułka. Zgodnie z definicją słownikową określenie puszka Pandory dotyczy sprawy, „której poruszenie niespodziewanie powoduje pojawienie się wielu kłopotów, klęsk lub nieszczęść”.